# UFC Ultimate Fight Night 3
Ultimate Fight Night 3 fue un evento de artes marciales mixtas celebrado por Ultimate Fighting Championship el 16 de enero de 2006 en el Hard Rock Hotel & Casino, en Las Vegas, Nevada, Estados Unidos.

## Historia
Durante la transmisión, el presidente de UFC Dana White anunció una pelea entre Matt Hughes y Royce Gracie, que más tarde se produjo en UFC 60.

## Resultados

### Tarjeta preliminar
- Peso wélter: Alex Karalexis vs. Jason Von Flue

Von Flue derrotó a Karalexis vía sumisión técnica (ahogamiento Von Flue) en el 1:17 de la 3ª ronda.
- Peso wélter: Spencer Fisher vs. Aaron Riley

Fisher derrotó a Riley vía TKO (parada médica) en el final de la 1ª ronda.
- Peso wélter: Duane Ludwig vs. Jonathan Goulet

Ludwig derrotó a Goulet vía KO (golpe) en el 0:06 de la 1ª ronda.
- Peso wélter: Melvin Guillard vs. Josh Neer

Neer derrotó a Guillard vía sumisión (triangle choke) en el 4:20 de la 1ª ronda.

### Tarjeta principal
- Peso wélter: Josh Burkman vs. Drew Fickett

Burkman derrotó a Fickett vía sumisión (guillotine choke) en el 1:07 de la 1ª ronda.
- Peso medio: Chris Leben vs. Jorge Rivera

Leben derrotó a Rivera vía TKO (golpes) en el 1:44 de la 1ª ronda.
- Peso semipesado: Stephan Bonnar vs. James Irvin

Bonnar derrotó a Irvin vía sumisión (kimura) en el 4:30 de la 1ª ronda.
- Peso pesado: Tim Sylvia vs. Assuerio Silva

Sylvia derrotó a Silva vía decisión unánime (30–27, 30–27, 29–28).